# Iyengar-Yoga

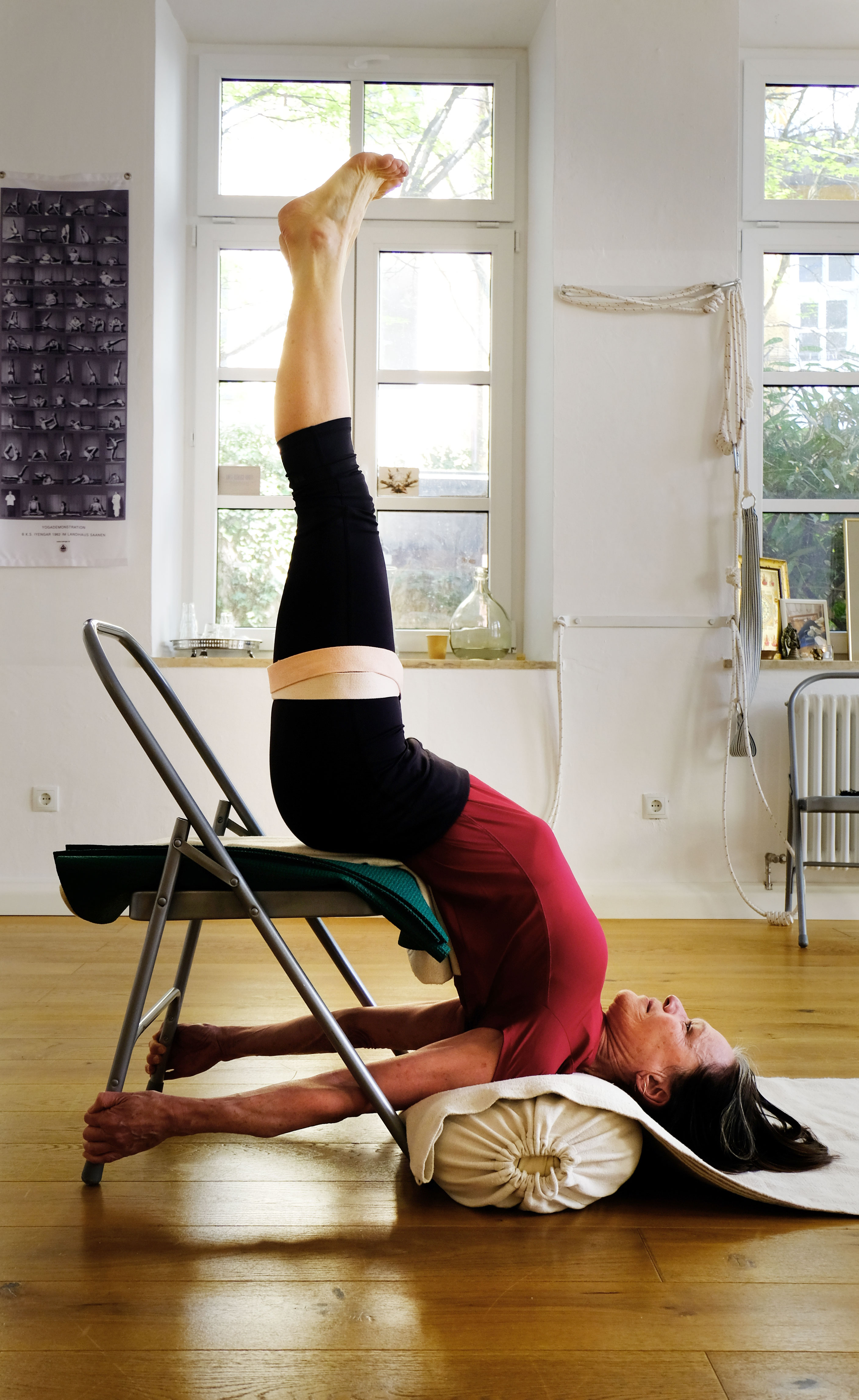
Anwendung von Hilfsmitteln im Schulterstand: Stuhl, Decke, Kissenrolle, Gurt

Iyengar-Yoga ist eine Yogarichtung, die von B. K. S. Iyengar entwickelt wurde und dem Hatha-Yoga zugerechnet wird. Im Laufe seiner jahrzehntelangen Übungspraxis erforschte er jede einzelne Yogahaltung (Asana) in Bezug auf die korrekte Ausrichtung und Wirkung. Die Erfahrungen, die er mit seinem eigenen Körper machte, brachten Iyengar dazu, Hilfsmittel zu benutzen oder auch neu zu entwickeln, so genannte „Props“, wie rutschfeste Matten, Gurte, Klötze, Polster, Rückenbänke. Diese Hilfsmittel sollten die anspruchsvollen Yoga-Übungen vor allem für Menschen aus dem Westen erleichtern.
Als typisch für Iyengar-Yoga gelten:
- Die genaue Ausrichtung des Körpers in der Yogahaltung
- Aufeinander abgestimmte Übungen
- Der Einsatz von Hilfsmitteln
- Das Verweilen in der Übung über einen bestimmten Zeitraum[2]

Die Lehrausbildung beim Iyengar Deutschland e.V. umfasst 1000 Unterrichtseinheiten, in denen Asana und Pranayama, Yoga-Philosophie, Anatomie und Physiologie und Berufskunde vermittelt werden.